# Списак епизода серије Вук Караџић

Вук Караџић је југословенска телевизијска серија, снимљена у продукцији Телевизије Београд 1987. године, поводом 200-годишњице његовог рођења. Серија прати живот и рад просветитеља и реформатора српског језика Вука Караџића (1787—1864), као и српску националну и културну револуцију током 19. века, чији је Вук Караџић био савременик, као активан учесник и сведок. Режирао ју је Ђорђе Кадијевић, по сценарију који је написао књижевник Милован Витезовић.

## Епизоде
| Бр. у серији | Назив                    | Редитељ         | Сценариста        | Пpемијерно емитовање |
| --- | ------------------------ | --------------- | ----------------- | -------------------- |
| 1 | Родни Јадар              | Ђорђе Кадијевић | Милован Витезовић | 8. новембар 1987.    |
| Вуков деда Јоксим седи испред воденице и гусла, у том долази Ђорђе Ћурчија из Крупња, са својим момцима. Током разговора Јоксим говори како у Србији више нема правих хајдука, који се свете Турцима. Ђорђе му говори да има један такав - Ђорђе Петровић, са којим је служио у немачкој војсци. Вуков отац Стефан уговара са Јефтом Чотрићем продају свиња. Јефто се распитује око Јегдине трудноће и о томе прича са Јоксимом. По Јефтином одласку, Стефан се љути на оца што прича о Јегдиној трудноћи, јер се плаши урока, пошто му је претходно петоро деце умрло. Јегда се порађа и рађа мушко дете. Коме дају име Вук, како му вештице и зли духови не би наудили. Ђорђе Ћурчија навраћа и честита Стефану и Јоксиму на принови. Неколико година касније (1788) Јефто шиша Вука, а потом за ручком причају о гласинама које су стигле из Београда да су Турци ухватили и убили капетана Кочу. Јоксим их саветује да се склањају од Турака. Турци долазе и пале село. Вук је са својим дедом у збегу, где му овај прича о Светом Сави. Потом долази Јефто Чотрић, који за време боравка у збегу учи Вука првим словима. Јоксим обавештава Јефту да се у манастир Троношу вратио игуман Стефан Јовановић и предлаже да се и они врате из збега. Јефто пристаје да напусте збег, али да не иду даље од воденице, све док игуман од паше не донесе дозволу. За време боравка у воденици, Јефто наставља да Вука учи словима и писању. У госте им долази Јоко Караџић, рођак из старог краја који доноси Јоксиму медвеђу кожу. Док Јоко прича са Јоксимом, Стефаном и Јефтом, Вук на хартији исписује Јоково име, који је овим изненађен уз констатацију да овакво чудо од детета може бити само у Караџића. Вукова мајка Јегда, саветује мужа да пошаљу Вука у школу и отац га одводи у школу у Лозницу. Вук у школи учи са другом децом, али пошто је он већ научио сва слова, учитељ га тера да подучава другу децу. У Лозници избија куга и Вук се враћа кући у Тршић, где му умире деда. Неколико година касније Вук је порастао и почиње сам да чита и проучава нове књиге. Покушавајући да протумачи непознату реч у новој књизи, Вук открива да је сеоски поп неписмен. Вукова мајка поново саветује мужа да Вука пошаље школовање, овог пута за попа, али се он противи са жељом да Вук постане трговац, као њихов рођак Јефто Чотрић. На крају отац ипак Вука одводи у манастри Троношу, где треба да настави школовање. Вук у манастиру бива разочаран својим духовником монахом Исаијом, који га стално тера да ради, а не да се духовно уздиже и добија нова сазнања. Почиње кришом да чита манастирске књиге, за шта добија симпатије и одобравање игумана Стефана. Турци долазе и муче сељака Радивоја Богићевића, који одбија да буде турски чифчија говорећи да је он слободни сељак, који плаћа харач и порез аги и султану. После пребијања, Вук и Милош одводе Радивоја у манастир, где му игуман пружа помоћ. Турци поново долазе у села око манастира и настављају да муче народ тражећи да буду турски кметови, а не као досад слободни сељаци. У манастир долази отац Рувин, који доводи Петра Молера и у колима доноси топ. У разговору са игуманом хаџи Рувим говори да митрополит Стратимировић подржава план који је игуман Стефан предложио о српској аутономији. Игуман Стефан говори народну после литургије и саветује га да се припреми за тежак период глади који ће наступити. Народ долази у манастир по кукуруз кога је све мање. Пошто међу народом влада глад игуман одлучује да поће зворничком аги Мехмед-паши Видајићу, да га измоли за покварен кукуруз који је у кули остао још од Мађара. Игуман током разговора са пашом моли за проју и прети да ће уколико паша не буде дао проју морати да моли Немце за помоћ. Паша револтиран покушајем да га игуман уцени даје му да пије отровану кафу и игуман умире по одласку од паше. Турци мртвог игумана разапињу на крст. Вук и Милош доносе мртвог игумана у манастир, где га монаси сахрањују. |                          |                 |                   |                      |
| 2 | Буна                     | Ђорђе Кадијевић | Милован Витезовић | 15. новембар 1987.   |
| Година је 1804. Вук одлази у Јадар Антонију Богићевићу. На путу се сусреће са Турцима, који га пошто је одбио да им се поклони до земље пребијају. Антоније диктира Вуку писма за трговце у Земуну и митрополита Стратимировића у Сремске Карловце. На мосту у Ваљеву кнез Алекса Ненадовић се сусреће са Мехмед Фочић-агом који га везује и одводи у кулу, где сусреће Илију Бирчанина. Јаков Ненадовић покушава да сакупи новац да отплати Алексину и Илијину главу, али га они одговарају од тога, јер знају да ће их Турци посећи. На Ваљевском мосту Мехмед Фочић-ага посеца главе Алекси Ненадовићу и Илији Бирчанину, оптужујући их да су спремали заверу против београдских дахија. У Београду Аганлија оптужује Хаџи Рувима да је писао Немцима и куповао топове и погубљује га. Ибрахим-ага Видајић долази да убије Карађорђа, али му он са својим момцима припрема заседу и заробљава га, а потом га везаног на коњу шаље назад. У Орашцу су се састали српски кнезови и договоарају се око вође устанка. Карађорђе за вођу предлаже Станоја Главаша, али он то одбија јер је хајдук. Вођство одбија и кнез Теодосије и Станоје Главаш за вођу предлаже Карађорђа, што сви прихватају. Карађорђе се противи, али га Јанко Катић и Васа Чарапић убеђују и он прихвата да буде вожд устанка. Неколико месеци касније, у Тршићу сељаци кулуче и причају да ће ускоро ваљевци предвођени протом Матејом заузети Ваљево. Вук у шуми види Турке који иду са собом воде везане монахе из Троноше, међу којима је и некадашњи Вуков духовник монах Исајиа. Он бежи и сакрива се у воденицу, претходно сакривши део брашна. Турци улазе у воденицу, сакупљају преостало брашно и односе га, а један Турчин мокри на воденички камен. Сулејман бег окупља народ који је кулучио и заробљене монахе и одводи их. Ђорђе Ћурчија изаизва Турке на мегдан у шанцу у Свилеуви, у Мачви. Ђорђе убија једног Турчина и започиње бој. Сулејман бег гине у боји и остали Турци се повлаче. Антоније Богићевић и Тодор причају Вуку и Стефану, како су се спасли из турског ропства. Један турчин долази код Вуковог оца и жали се како је пострадао у боју са устаницима. Турчин хвали народ из Јадра јер се није дигао на буну. Вук препознаје да је то Турчин који је мокрио у воденици и узима пушку и тера га да лиже камен. Карађорђе и неколико српских кнезова одлазе у Земун, где аустријски генерал Зенаји, који је дошао из Петорварадина покушава да успостави мир између устаника и Турака, који су такође дошли на преговоре. Карађорђе предаје генералу српске услове за успостављање мира. |                          |                 |                   |                      |
| 3 | Војевање                 | Ђорђе Кадијевић | Милован Витезовић | 22. новембар 1987.   |
| Сукоб између Ћурчије и Јакова Ненадовића наводи Ћурчију на раздвајање од Карађорђа и дизање устанка у Јадру, што није био план устаника. Он тада за свог писара узима Вука Караџића. Потези Ћурчије воде све више у самовољу што доводи у опасност читав устанак, па Карађорђе наређује Јакову да реши проблем. Вук упознаје Филипа Вишњића од кога записује гусларске песме. Јаков убрзо организује клопку Ћурчији и Вук једва извлачи живу главу захваљујући свом рођаку Јевти Савићу-Чотрићу. Отац и мајка решавају да га пошаљу на даље учење. |                          |                 |                   |                      |
| 4 | Правитељствујушћи совјет | Ђорђе Кадијевић | Милован Витезовић | 29. новембар 1987.   |
| Вук путује у Сремске Карловце на школовање у митрополију међутим због свог предугог језика убрзо завршава у затвору. По изласку бави се паковањем барута. Аустријски генерал покушава да врши притисак на српског Митрополита Стратимировића да утиче на устанике у Србији да прекину са буном против Турака, што Митрополит одлучно одбија. Вук почиње са читањем Доситејевих забрањених књига од стране цркве, због којих ће Сима Милутиновић и Димитрије Давидовић бити истерани из Владичинског двора. Доситеј Обрадовић пролази кроз Сремске Карловце да помогне устаницима, црквени великодостојници ће га примити а Вук ће га тада први пут видети. Доситеј се сусреће са устаницима на челу са Карађорђем и доноси први пут у Србију кромпир. Вуку због година не дозвољавају даље школовање и он се враћа у Србију. Хајдук Вељко добија дозволу од Карађорђа да подигне устанак у Тимочкој Крајини. Оснива се Правитељствујући совјет који представља највиши орган власти међу Србима. Руска царевина и даље ратује са Турцима али упозорава Србе да када они потпишу мир то ће морати да уради и Србија. Стеван Синђелић гине у боју на Чегру пуцајући у барут. Вук почиње да ради као писар Карађорђа и односећи једно писмо за Лозницу губи осећај за леву ногу. |                          |                 |                   |                      |
| 5 | Господар Вук             | Ђорђе Кадијевић | Милован Витезовић | 6. децембар 1987.    |
| У бањи Светог Луке у Пешти 1811. Вук покушава да стане на своју ногу, али без успеха. У Београду га Јаков Ненадовић именује за Господара у Кладову. Доситеј показује Карађорђу где ће направити типографију за Правитељствујући совјет. Пронађено писмо код Милоша Обреновића против Карађорђа га изводи пред суд совјета, али Милош успева да избегне казну. Хајдук Вељко почиње да спроводи самовољу и одбија да одговара совјету те улази у сукоб и са Вождом. Вук се спријатељује са Хајдук-Вељком и почиње да ради као цариник и судија. Хајдук Вељко улази у тешку битку за одбрану Неготина и гине. Цар Александар шаље одликовање Карађорђу. Вуков отац од експлозије губи вид а мајку му спаљују у кући. Због потписивања мира између Русије и Турске српски великаши, на челу са Карађорђем, бивају приморани да напусте Србију. Милош Обреновић ипак остаје у земљи. |                          |                 |                   |                      |
| 6 | У големом Бечу           | Ђорђе Кадијевић | Милован Витезовић | 13. децембар 1987.   |
| Године 1813, прешавши Дунав, Вук издржава карантин где је очевидац народног страдања у избегличким логорима. Карађорђе је заточен у манастиру Фенек. Вук иде у Беч да моли за пасош за Карађорђа. Упознаје Јернеја Копитара, библиотекара дворске библиотеке. Уз Копитареву помоћ, започиње велики рад на прикупљању духовног блага српског народа: саставља прву збирку народних песама, пише српску песмарицу и почиње сакупљање речи за Српски рјечник. |                          |                 |                   |                      |
| 7 | Таковски устанак         | Ђорђе Кадијевић | Милован Витезовић | 20. децембар 1987.   |
| Године 1815. Вук живи извесно време у Карловцима, а затим у манастиру Шишатовац где је у друштву Мушицког, Подруговића и Филипа Вишњића. У Србији Труци праве велике зулуме. Једини од заосталих Карађорђевих војсковођа, кнез Милош Обреновић, лукаво спасава главу из пашиног заточеништва и диже народ на устанак. Истовремено, Карађорђе обија царске прагове у Петрограду тражећи помоћ. |                          |                 |                   |                      |
| 8 | Неслоге                  | Ђорђе Кадијевић | Милован Витезовић | 27. децембар 1987.   |
| Године 1816. Вук, поново увучен у вртлог историје долази у Србију да тражи јемство да се Карађорђу и другим избеглим војводама неће ништа десити при повратку у Србију. У Србији се пак успоставља борба за нову власт. Кнез Милош жели да сву власт задржи у својим рукама. Вук долази у Србију уочи великог обрачуна у току којег је и њему самом живот у опасности. |                          |                 |                   |                      |
| 9 | Мед и жуч                | Ђорђе Кадијевић | Милован Витезовић | 3. јануар 1988.      |
| Године 1817. Вук се враћа у Беч где са Копитарем средјује граду за Српски рјечник и брине тешке бриге како да намакне средства за штампање. У Србији, догоди се трагична погибија вожда Карађорђа. Вук се жени бечлијком Аном Краус. Са првим примерцима Српског рјечника предузима велико путовање по словенским земљама. Круна тог путовања требало је да буде Русија, Петроград и Москва, где се Вук надао да ће добити царску пензију. |                          |                 |                   |                      |
| 10 | Најславнији дани         | Ђорђе Кадијевић | Милован Витезовић | 10. јануар 1988.     |
| Са великим плановима и сновима да код Милоша може бити оно што је био Доситеј код Карађорђа, да ће у Србији увести законе, школе и почети са штампарством, Вук долази у Србију. Затим путује по Немачкој, добија велику подршку најбољих филолога. У Вајмару га прима Гете који и сам препевава српске народне песме, Јаков Грим преводи српску граматику. Вук на Универзитету у Јени прима докторат. |                          |                 |                   |                      |
| 11 | Особита грађа            | Ђорђе Кадијевић | Милован Витезовић | 17. октобар 1988.    |
| По повратку у Беч, Вук наставља да живи у беди. Године 1828. кнез Милош га зове поново у Србију да предводи законе и обећава штампарију Вук креће одмах. Његова породица остаје у Земуну јер Ана Караџић из страха од Турака одбија да пређе Саву. Пропадају сви Вукови покушаји да добије сагласност за штампање превода Новог Завета, бива исмејан у законској комисији и нема више разлога да се ичем добром нада у Србији. Са једним увредљивим пасошем одлази у Земун. Одатле пише писмо кнезу Милошу у коме му говори истине о његовој самовољи и тиранији. |                          |                 |                   |                      |
| 12 | Добри ходи Црној Гори    | Ђорђе Кадијевић | Милован Витезовић | 24. јануар 1988.     |
| Од аустријских власти кнез Милош тражи изручење Вука, коме у помоћ поново притиче Копитар и враћа га са породицом у Беч. Вук упознаје владику и песника Петра Петровића Његоша и путује по Црној Гори. У Србији уставобранитељи прогоне Милоша. |                          |                 |                   |                      |
| 13 | Братимство               | Ђорђе Кадијевић | Милован Витезовић | 31. јануар 1988.     |
| Из Русије стиже вест да је умро Вуков син Сава. У Сремским Карловцима умире митрополит Стратимировић. Вук се састаје са представницима Илирског покрета и са њима путује по Далмацији где прикупља народне песме.У Србији влада кнез Михаило Обреновић, али главну реч воде уставобранитељи који су му за ађутанта доделили Карађорђевог сина Александра. Кнезу Милошу у Букурешту отказују гостопримство и он одлази у Беч где му кнез Метерних саопштава да може да се настани у Бечу и саопштава му да ће му се у најскорије време у изгнанству придружити и син Михаило.Вук у Бечу прима руски орден Свете Ане. |                          |                 |                   |                      |
| 14 | Вучићи                   | Ђорђе Кадијевић | Милован Витезовић | 7. фебруар 1988.     |
| У Беч долази Бранко Радичевић. Копитар наговара Вука да изда превод Новог Завета без благослова српских црквених власти у Аустрији тако што ће се позвати на обећање митрополита Рајачића. Кнез Милош Обреновић обавештава Вука да је дошло до смене династија и поверава Вуку бригу о образовању кнеза Михаила.Током једног пута са Вуком кнез Михаило упознаје Леополда Ранкеа и Јакоба Грима. Умире Јернеј Копитар, његова смрт дубоко потреса Вука. Вук упознаје Ђуру Даничића који постаје близак Вуков сарадник. 1844. године Вук бежи из Србије пошто је у Шапцу избила Катанска буна коју воде присталице Обреновића. У Бечу владика Његош сачињава Горски Вијенац. |                          |                 |                   |                      |
| 15 | Договор                  | Ђорђе Кадијевић | Милован Витезовић | 14. фебруар 1988.    |
| Сукоб између Јована Хаџића и Вука се распламсава,Ђуро Даничић тај сукоб назива ратом за српски језик и књижевност, у Србији се буне против употребе Вуковог правописа и његовог превода Новог Завета и траже од аустријске полиције да заплене примерке Вуковог превода Новог Завета. На балу у Вуковој кући Бранко Радичевић се удвара Мини Караџић Вуковој кћерки, Вук се не слаже са том везом и намерава да кћерку богато уда за руског племића Огнева, али након свађе Вука са супругом Аном до тог брака не долази. Јован Хаџић губи подршку у Србији. У Бечу 1848. избија Револуција. У Прагу се одржава Словенски конгрес где говори и анархиста Михаил Бакуњин. Бранко Радичевић се разбољева и умире од туберкулозе. |                          |                 |                   |                      |
| 16 | Путовање                 | Ђорђе Кадијевић | Милован Витезовић | 21. фебруар 1988.    |
| 1858. Године враћа се у Србију кнез Милош Обреновић,почиње његова друга владавина.Милош се обрачунава са уставобранитељем Томом Вучићем Перишићем и затвара га у тамницу где овај умире. Почиње стварање српске војске 1860. године. У Београду исте године након можданог удара умире кнез Милош. Након сукоба између Срба и Турака код београдске Чукур чесме Турци бомбардују Београд са Калемегдана. Вук креће на путовање где обилази Цетиње, Дубровник где упознаје младог Ива Војновића и Топуско где му приређују бакљаду. Исцрпљен од путовања Вук се разбољева и умире 7. фебруара 1864. године у Бечу. Серија се завршава тако што Вуку у магновењу у сусрет долази Филип Вишњић који га обавештава да ће ускоро проходати, односно да ће Бог учинити да поново проходан на оном свету након чега Вук у бунилу понавља речи проходаћу, проходаћу. |                          |                 |                   |                      |